# Skotská vysočina
Skotská vysočina (anglicky: Highlands, skotsky Hielands; ve skotské gaelštině A' Ghàidhealtachd) je hornatý historický region na severu Velké Británie, resp. Skotska, který zahrnuje rovněž přilehlé ostrovy. Na tomto území se vyskytuje mnoho jezer (lochs) a horských údolí (glens). V minulosti se v celé této oblasti mluvilo gaelštinou a oblast byla politicky rozdělená do mnoha rodinných klanů. V současné době je oblast velmi řídce osídlená a její krajina je považována za jednu z nejmalebnějších v Británii. Nejvyšší horou Skotské vysočiny (a zároveň i nejvyšší horou Spojeného království) je Ben Nevis s výškou 1344 m nad mořem. Největším městem je Inverness.

## Vymezení oblasti
V tradiční skotské geografii označuje termín Highlands část Skotska severozápadně od linie spojující města Dumbarton a Stonehaven, včetně Vnitřních a Vnějších Hebrid, ale bez Orknejí a Shetland. Tato oblast je odlišná od Scottish Lowlands jazykem a zvyky, které zde po staletí přežily navzdory anglikanizaci. Již od 14. století rostlo u obyvatel uvědomění si kulturních odlišností mezi Highlands a Lowlands. Město Inverness je obvykle považováno za hlavní město Vysočiny, ačkoliv existuje více definic hranic mezi Highlands a Lowlands, které působí nejasnosti v této záležitosti. Celek Vysočiny je rozdělen údolím Great Glen na jižní Grampianské pohoří a severní Kaledonské hory. Pojem Highlands se také může vztahovat k administrativním regionům Highland council area nebo Highlands and Islands, jejichž geografické vymezení je mírně odlišné.

## Kultura
Z kulturního hlediska je oblast velmi odlišná od sousední nížinaté oblasti Scottish Lowlands. Na většině území Vysočiny byla po staletí převládajícím jazykem skotská gaelština. Můžeme pozorovat určité podobnosti mezi kulturou Vysočiny a Irska - např. gaelský jazyk, sport hurling (druh pozemního hokeje) a keltskou hudbu. Hudba Vysočiny, která je podobná tradiční irské hudbě, často vyjadřuje historický odpor k Angličanům, jenž je méně častý mezi Skoty z Lowlands.

## Náboženství
Skotská reformace, která začala v Lowlands, dosáhla v gaelsky hovořících oblastech Vysočiny jen částečného úspěchu. Římskokatolická církev zůstala silná především ve střední části, a je doplňována Irskými františkánskými mnichy, kteří sem pravidelně přijíždějí, aby sloužili mše (ve společné gaelštině).

## Geologie
Skotská vysočina leží severně a západně od hraničního tektonického zlomu, který jde od ostrova Arran u západního pobřeží k přístavu Stonehaven na východě. Dělí Skotsko na Lowlands – Nížinu a Highlands – Vysočinu. Tato část Skotska je tvořena především starými horninami z období kambria a prekambria, které byly později vyzvednuty na povrch. Původní římský název Skotska Kaledonie dal i název geologickému vrásnění z tohoto období. Malé útvary ruly na severozápadě jsou až 3 miliardy let staré a patří mezi nejstarší nálezy na Zemi vůbec. Tyto formace jsou smíšeny s mnoha novějšími vyvřelými příměsemi. Celá oblast byla v pleistocenních ledových obdobích kryta ledovcem. Současný povrch je typický především ledovcem vyhloubenými údolími a nepravidelně rozmístěnými horami. Jejich vrcholy mají přibližně stejnou nadmořskou výškou, ale jejich výška od úpatí se značně liší, v závislosti na různém množství usazenin v okolí.

## Fotogalerie

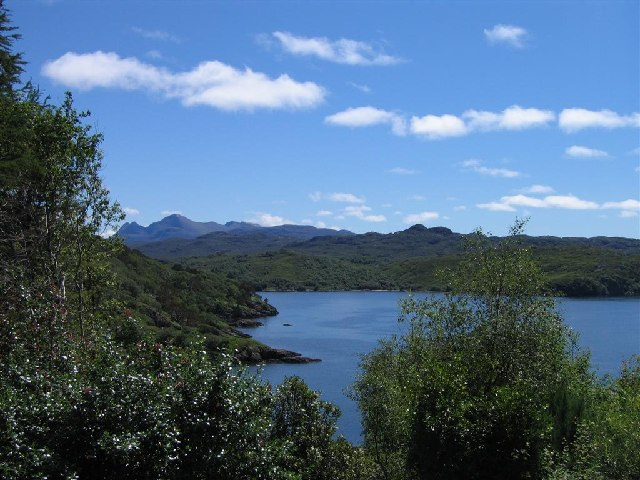
Loch Gairloch
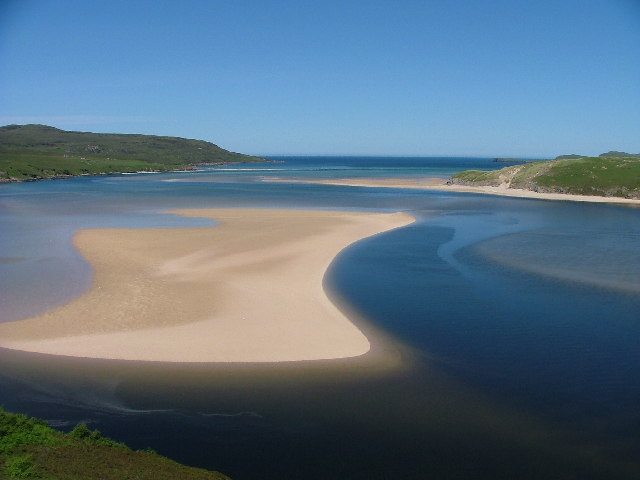
Kyle of Durness.
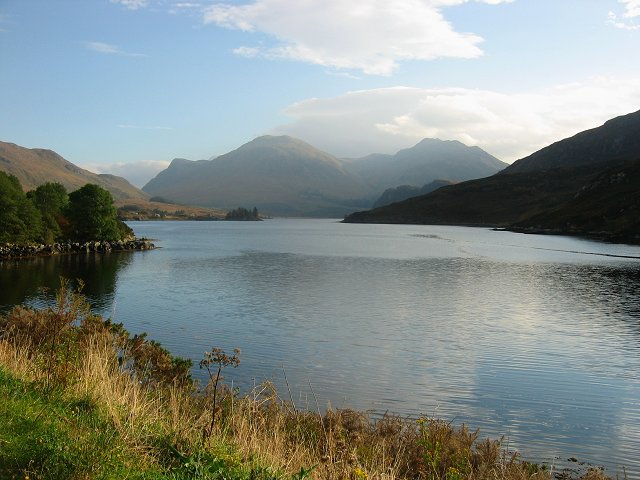
Loch Long
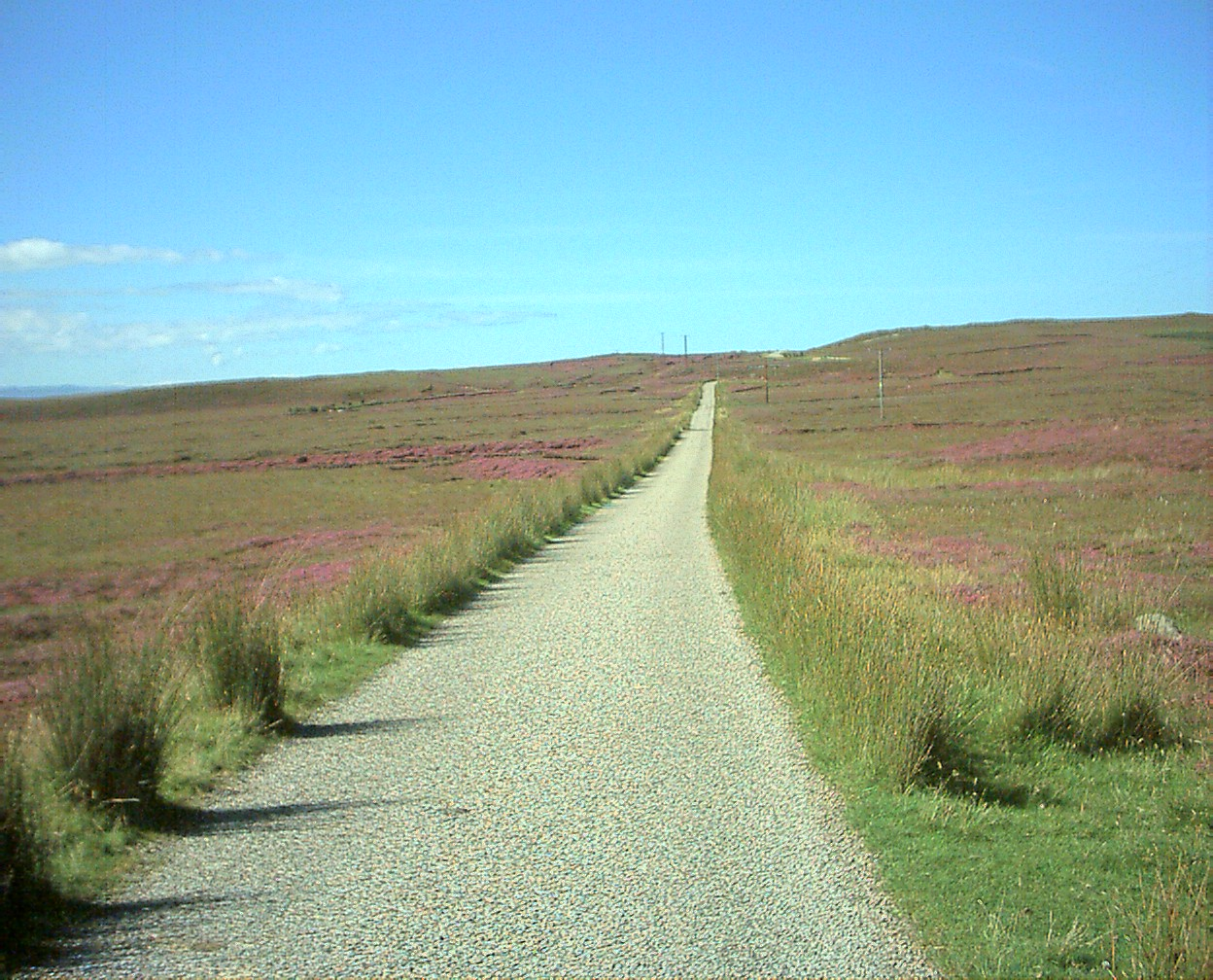
Silnice u Aultivullin.
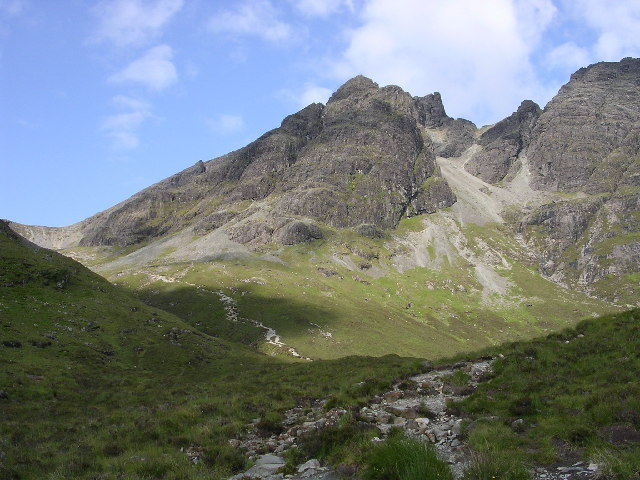
Blaven.
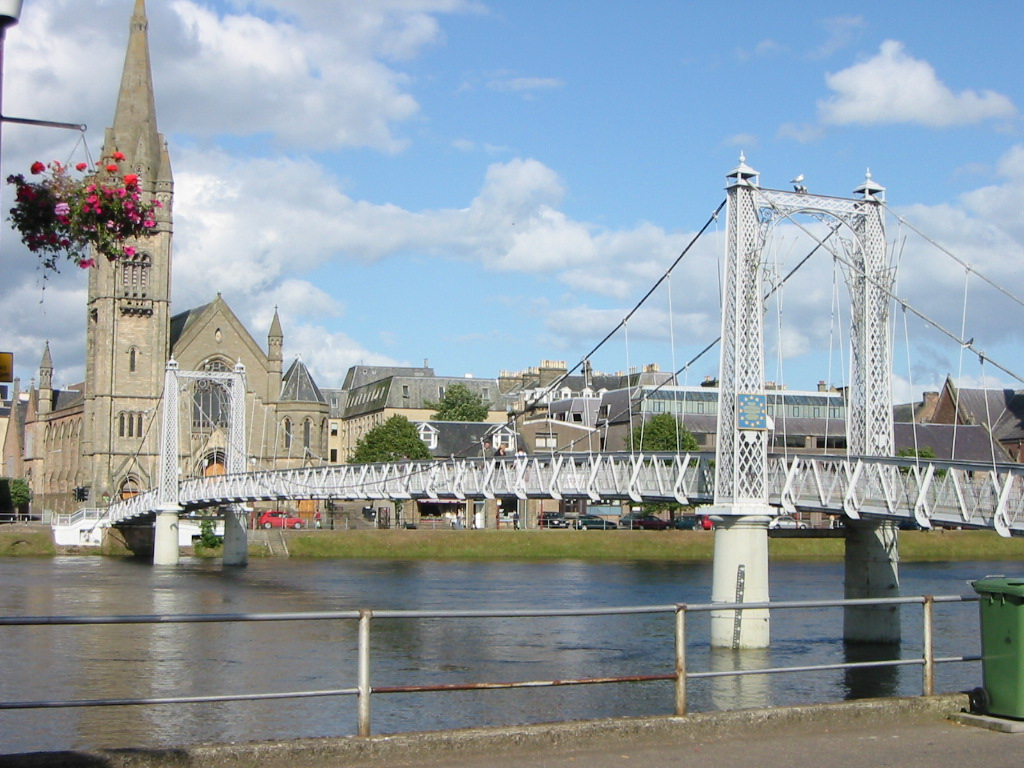
Inverness
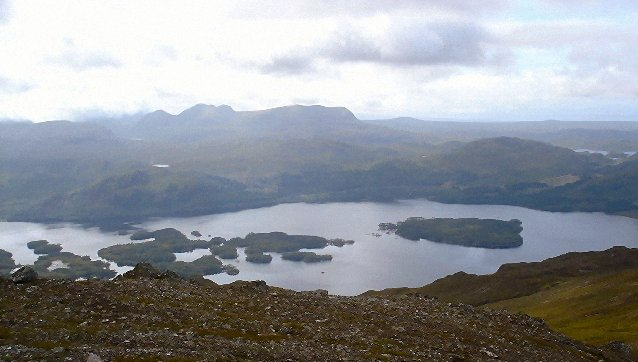
Ostrovy na Loch Maree.
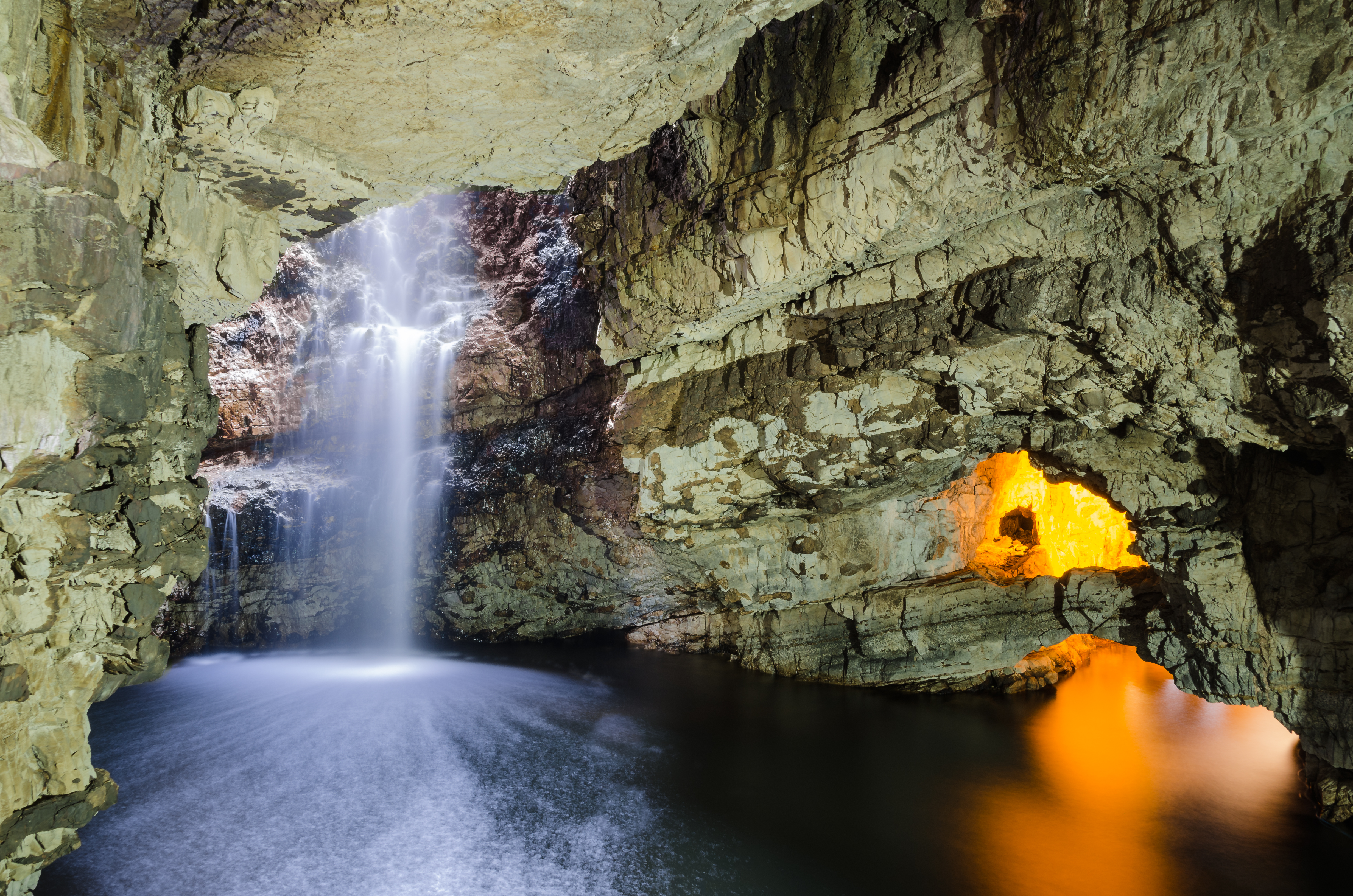
Vnitřek Smoo Cave, Sutherland.
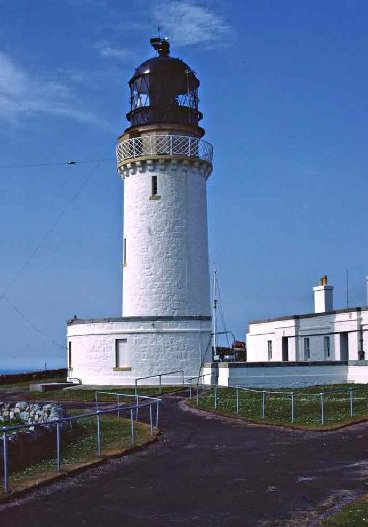
Maják Cape Wrath
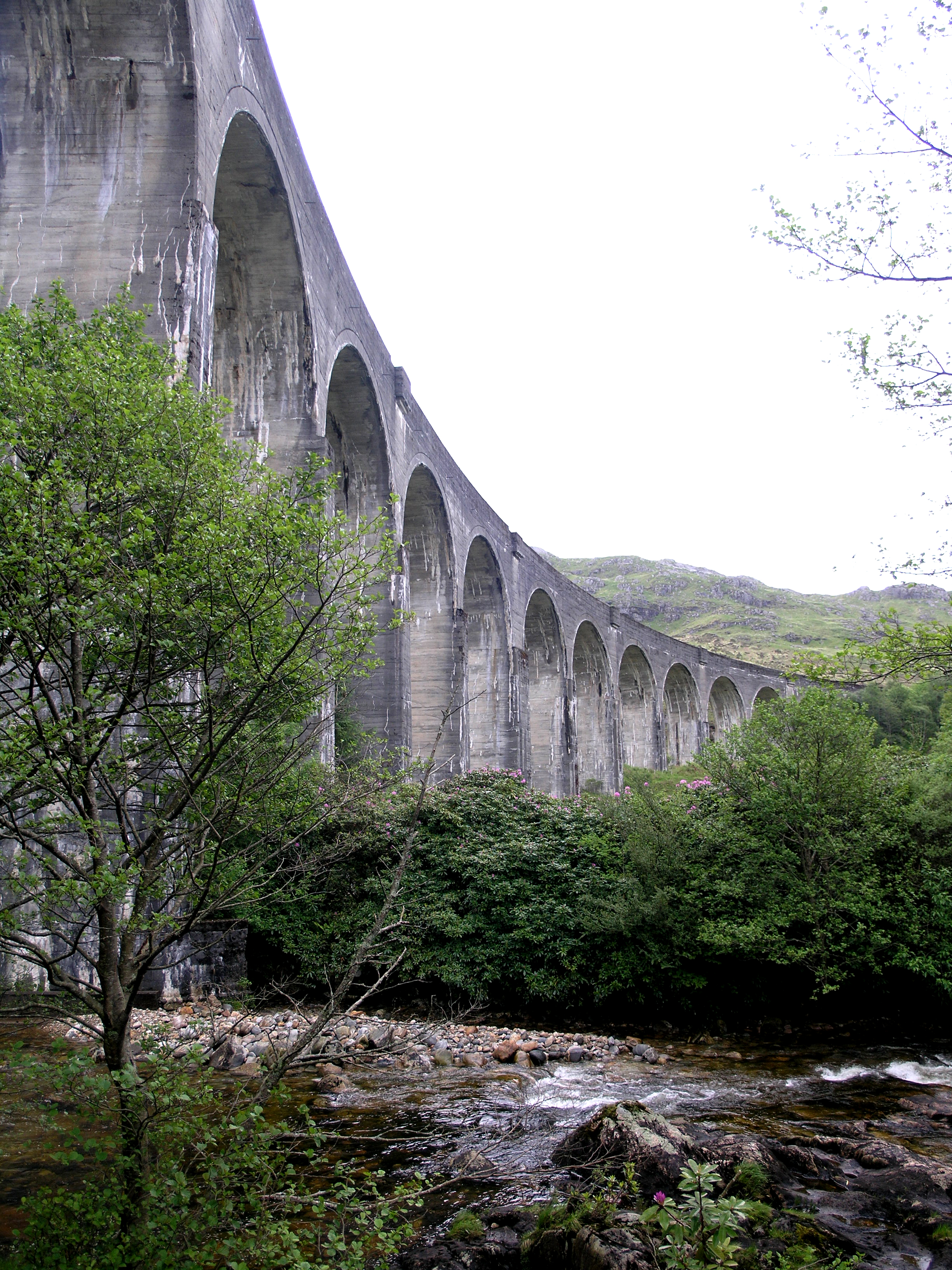
Glenfinnanský viadukt